# Arado Ar 68
El Arado Ar 68 fue un caza biplano monoplaza desarrollado a mediados de los años 30. Fue uno de los primeros cazas producidos en el Tercer Reich cuando este abandonó las restricciones impuestas por el Tratado de Versalles e inició su rearme. Último caza biplano usado por la Luftwaffe.

## Diseño y producción
El fuselaje era de sección ovalada con estructura de tubo de acero y revestido de láminas metálicas en su mayor parte; las alas, de una única sección, estaban construidas en madera y revestidas de tela, contaba con una característica deriva y un tren de aterrizaje fijo y carenado.
Diseñado para reemplazar al Heinkel He 51, el prototipo Ar 68a (V1) probó sus admirables características de maniobrabilidad en su primer vuelo, a principios de 1934, a pesar de que el motor BMW VId de 550 hp instalado reveló unas pobres prestaciones. El problema fue resuelto al dotar al segundo prototipo Ar 68b (V2) de un motor Junkers Jumo 210 de 610 hp.

## Historia operacional
Los Ar 68d (V4) y Ar 68e (V5) entraron en servicio en la Luftwaffe a finales del verano de 1936, y una de las primeras unidades formadas con estos aparatos tuvo su base en Prusia Oriental. 
Tres ejemplares de Ar 68E fueron enviados en enero de 1937 a la Legión Condor como parte de la ayuda alemana al Bando sublevado, en la guerra civil española ; inicialmente realizaron cometidos de evaluación real como cazas nocturnos; más tarde pasaron a manos de pilotos españoles, encuadrados en el Grupo 9, con misiones de ataque al suelo.
Arado respondió mejorando el motor del Ar 68E, que pronto se convirtió en el caza generalizado en la Luftwaffe, en 1937-38, antes de ser reemplazado por el Messerschmitt Bf 109. Los últimos Ar 68 fueron operados como caza nocturno y avión de entrenamiento en el invierno de 1939-40.

## Variantes
Ar 68a
Prototipo, propulsado por un motor BMW VI de 660 hp. Primer vuelo en 1934
Ar 68b
Segundo prototipo, dotado de motor Junkers Jumo 210 de 12 cilindros en V invertida con sobrecompresor
Ar 68c
Tercer prototipo; igual al anterior, fue el primero en montar armamento, dos MG 17 de 7,92 mm
Ar 68d
Cuarto prototipo con motor BMW VI, considerado avión de preproducción
Ar 68e
Quinto prototipo con motor Junkers Jumo 210. Avión de preproducción
Ar 68E
Primer modelo que entró en servicio en la Luftwaffe, propulsado por un motor Junkers Jumo 210 de 610 hp. Un bastidor colocado bajo el fuselaje permitía transportar seis bombas de 10 kg
Ar 68F
Modelo propulsado por un motor BMW VI de 750 hp.
Ar 68G
Versión fallida debido al peso excesivo del motor BMW.
Ar 68H
Solo se construyó un ejemplar. Propulsado por un motor radial BMW 132 de 9 cilindros y 850 hp de potencia. Fue también el primer caza de Arado que llevó la cabina cerrada; llevaba dos MG 17 adicionales en el ala superior

## Operadores
Alemania
- Luftwaffe

 España
- Ejército del Aire

## Especificaciones
Referencia datos: Arado Ar 68E-1 Enciclopedia Ilustrada de la Aviación Vol. 2 pág 272

### Características generales
- Tripulación: Uno (piloto)
- Longitud: 9,5 m (31,2 ft)
- Envergadura: 11 m (36,1 ft)
- Altura: 3,3 m (10,8 ft)
- Superficie alar: 27,3 m² (293,9 ft²)
- Peso vacío: 1840 kg (4055,4 lb)
- Peso máximo al despegue: 2475 kg (5454,9 lb)
- Planta motriz: 1× motor en línea V12 invertido refrigerado por agua Junkers Jumo 210 Da.
  - Potencia: 500 kW (689 HP; 680 CV)

### Rendimiento
- Velocidad máxima operativa (Vno): 335 km/h (208 MPH; 181 kt)
- Alcance: 415 km (224 nmi; 258 mi)
- Techo de vuelo: 8100 m (26 575 ft)
- Régimen de ascenso: 12,5 m/s (2461 ft/min)

### Armamento
- Ametralladoras: 

  - 2x MG 17 de 7,92 mm
- Bombas: 6x SC 10 de 10 kg

## Aeronaves relacionadas

### Desarrollos relacionados
- Arado Ar 64

### Aeronaves similares
- Heinkel He 51
- Grumman F2F
- Grumman F3F
- Blériot-SPAD S.510
- Fiat C.R.32
- Fiat CR.42
- Kawasaki Ki-10
- Gloster Gladiator
- Fairey Fantôme
- Polikarpov I-5
- Polikarpov I-15

### Secuencias de designación
- Secuencia Ar _ (designaciones del RLM para Arado): ← Ar 65 - Ar 66 - Ar 67 - Ar 68 - Ar 69 - Ar 76 - Ar 77 →
- Secuencia Numérica (designaciones del RLM 1933-1945): ← Ar 65/He 65 - Ar 66/He 66 - Ar 67 - Ar 68 - Ar 69 - He 70 - 8-71/He 71 →
- Secuencia Numérica (Aeronaves del Ejército del Aire español, 1939-1945): ← 6 - 7 - 8 - 9 - 11 - 12 - 14 →
- Secuencia C._ (Aeronaves de Caza del Ejército del Aire español, 1945-1954): ← C.8 - C.9 - C.10 - C.11 - C.12